# Iglesia de la Ascensión (Yaroslavl)
La iglesia de la Ascensión (en ruso: Вознесенская церковь) es una iglesia ortodoxa erigida en Kondakovo, un suburbio al oeste de Yaroslavl, Rusia entre 1677 y 1682.
La primera iglesia en el sitio fue comisionada en 1584 por Basil Kondaki, un comerciante griego rico, con el fin de evitar el proyecto de construcción de una iglesia luterana en Kondakovo. Una pequeña iglesia parroquial está dedicada a la Presentación de Jesús en el Templo. Este edificio barroco tardío incorpora el refectorio del siglo XVII, una parte sobreviviente de una iglesia anterior. Un campanario de iglesia que databa de 1745 fue demolido en el siglo XX.